# Karl-Markus Gauß

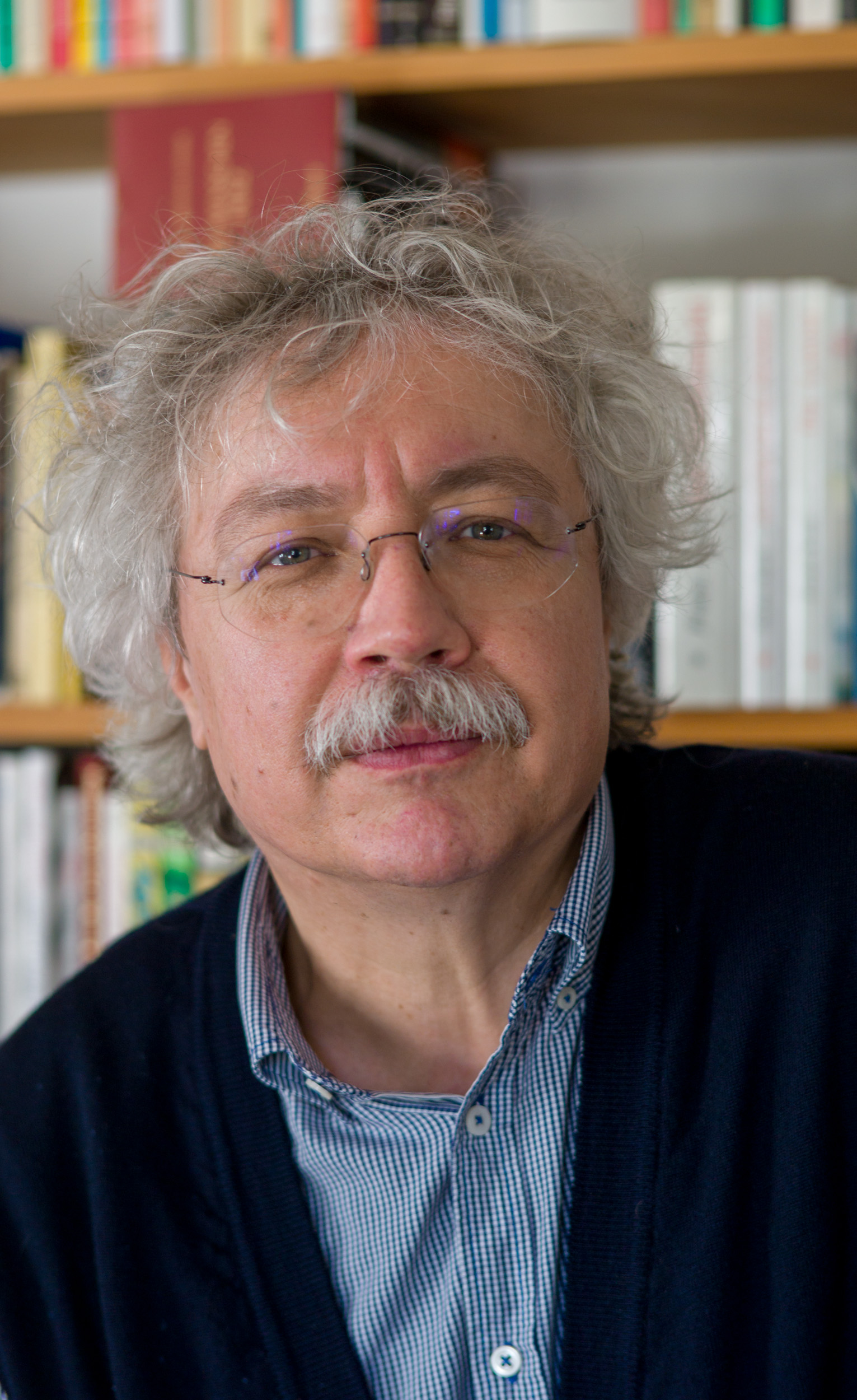
Karl-Markus Gauß in Salzburg, Oktober 2013 (Foto von Kurt Kaindl)

Karl-Markus Gauß (* 14. Mai 1954 in Salzburg) ist ein österreichischer Schriftsteller. Er lebt als Essayist und Kritiker in Salzburg und war bis 2022 Herausgeber der Zeitschrift Literatur und Kritik.

## Leben
Karl-Markus Gauß entstammt einer donauschwäbischen Familie, sein Vater war der Verleger und Volkskundler Adalbert Karl Gauß. Er studierte Germanistik und Geschichte an der Universität Salzburg und trat schon früh durch literarische Essays hervor, die er zunächst vor allem im Wiener Tagebuch veröffentlichte. Als Herausgeber betreute er gemeinsam mit Ludwig Hartinger die (nicht abgeschlossene) Werkausgabe Ernst Fischers im Frankfurter Sendler Verlag.
Ab 1991 war Gauß als Herausgeber und Chefredakteur der Literaturzeitschrift Literatur und Kritik tätig. Gauß’ Themen spiegelten sich auch in dieser Zeitschrift wider. Daneben schreibt er für die Süddeutsche Zeitung (in der er eine Kolumne hat), die Neue Zürcher Zeitung sowie regelmäßig in vielen österreichischen Zeitungen und Zeitschriften.
Ende 2006 wurde Gauß als Mitglied in die Deutsche Akademie für Sprache und Dichtung aufgenommen. 2007 erhielt er das Ehrendoktorat der Philosophie der Salzburger Universität.
2022 folgte ihm Ana Marwan als Herausgeberin der Zeitschrift Literatur und Kritik nach.

## Werk
Gauß zeichnet sich vor allem durch seine Essays aus. Er bezieht in ihnen Stellung für eine menschliche Welt; sehr prägnant und stilistisch versiert hebt er die verschiedenen Paradoxien und Perversionen des modernen Lebens hervor, ohne dabei in Kulturpessimismus zu verfallen. Immer wiederkehrendes Thema ist die Annäherung an Nationale Minderheiten und Ethnien (beispielsweise Arbëreshe, Aromunen, Gottscheer-Deutsche, Roma, Sepharden von Sarajevo und Sorben). Weitere Themen sind Mittel- und Südosteuropa. Diese Regionen hat Gauß für seine Bücher vielfach bereist, häufig gemeinsam mit dem Fotografen Kurt Kaindl.
Seine Reisereportagen befassen sich mit kulturellen Begegnungen, dem Austausch mit Intellektuellen und Schriftstellern genauso wie mit Menschen auf der Straße und in Gasthäusern. Sowohl in seinen Essays wie auch in den Reiseberichten und Journalen stellt Gauß in Österreich oft wenig bekannte mittel- und osteuropäische Schriftsteller vor.

## Auszeichnungen
- 1987 Internationaler Preis von Portorož für Essayistik
- 1988 Staatsstipendium des Bundesministeriums für Unterricht und Kunst
- 1989 Buchprämie des Bundesministeriums für Unterricht und Kunst
- 1992 Literaturstipendium der Stadt Salzburg
- 1994 Buchprämie des Bundesministeriums für Unterricht und Kunst
- 1994 Österreichischer Staatspreis für Kulturpublizistik
- 1997 Prix européen de l’essai Charles Veillon (Europäischer Essaypreis Charles Veillon) für Das Europäische Alphabet
- 1998 Bruno-Kreisky-Preis für das politische Buch (Hauptpreis) für Ins unentdeckte Österreich für Das Trauma, ein Leben. Österreichische Einzelheiten[3]
- 1998 Literaturpreis der Salzburger Wirtschaft[4]
- 2001 Ehrenpreis des österreichischen Buchhandels für Toleranz in Denken und Handeln
- 2004 René-Marcic-Preis
- 2005 Manès-Sperber-Preis Wien
- 2005 Preis für mitteleuropäische Literatur von Vilenica (Slowenien)[5]
- 2006 Georg-Dehio-Buchpreis (Hauptpreis)[6]
- 2007 Mitteleuropa-Preis
- 2009 Großer Kunstpreis des Landes Salzburg
- 2010 Johann-Heinrich-Merck-Preis
- 2013 Österreichischer Kunstpreis für Literatur
- 2013 Internationaler Preis für Kunst und Kultur des Kulturfonds der Stadt Salzburg[7]
- 2014 Ehrenzeichen des Landes Salzburg (2014)[8]
- 2018 Jean-Améry-Preis[9]
- 2019 Österreichisches Ehrenkreuz für Wissenschaft und Kunst I. Klasse
- 2022 Leipziger Buchpreis zur Europäischen Verständigung für Die unaufhörliche Wanderung[10]

## Werke
- Wann endet die Nacht. Über Albert Ehrenstein – ein Essay. Edition Moderne, Zürich 1986. ISBN 3-907010-24-8.
- Tinte ist bitter. Literarische Porträts aus Barbaropa – Essays. Wieser Verlag, Klagenfurt 1988. ISBN 3-85129-003-8; Neuauflage 2014, ISBN 978-3-99029-117-7.
- Der wohlwollende Despot. Über die Staatsschattengewächse – Essay. Wieser Verlag, Klagenfurt 1989. ISBN 3-85129-018-6.
- Die Vernichtung Mitteleuropas. Essays. Wieser Verlag, Klagenfurt 1991. ISBN 3-85129-043-7.
- Ritter, Tod und Teufel. Essay. Wieser Verlag, Klagenfurt 1994. ISBN 3-85129-149-2.
- Inge Morath: Donau. Mit einem Essay von Karl-Markus Gauß. Otto Müller Verlag, Salzburg 1995. ISBN 3-7013-0916-7.
- Das europäische Alphabet. Paul Zsolnay Verlag, Wien 1997. ISBN 3-552-04827-8.
- Ins unentdeckte Österreich. Nachrufe und Attacken. Paul Zsolnay Verlag, Wien 1998. ISBN 3-552-04878-2.
- Der Mann, der ins Gefrierfach wollte. Albumblätter. Paul Zsolnay Verlag, Wien 1999. ISBN 3-552-04936-3.
- Die sterbenden Europäer. Unterwegs zu den Sepharden von Sarajevo, Gottscheer Deutschen, Arbëreshe, Sorben und Aromunen. Paul Zsolnay Verlag, Wien 2001. ISBN 3-552-05158-9.
- Kurt Kaindl: Die unbekannten Europäer. Fotoreise zu den Aromunen, Sepharden, Gottscheern, Arbëreshe und Sorben. Mit Texten von Karl-Markus Gauß. Otto Müller Verlag, Salzburg 2002. ISBN 3-7013-1060-2.
- Mit mir, ohne mich. Ein Journal. Paul Zsolnay Verlag, Wien 2002. ISBN 3-552-05181-3.
- Von nah, von fern. Ein Jahresbuch. Paul Zsolnay Verlag, Wien 2003. ISBN 3-552-05286-0.
- Die Hundeesser von Svinia. Paul Zsolnay Verlag, Wien 2004. ISBN 3-552-05292-5.
- Wirtshausgespräche in der Erweiterungszone. Otto Müller Verlag, Salzburg. 2005, ISBN 3-7013-1102-1.
- Die versprengten Deutschen. Unterwegs in Litauen, durch die Zips und am Schwarzen Meer. Paul Zsolnay Verlag, Wien 2005. ISBN 3-552-05354-9.
- Zu früh, zu spät, Paul Zsolnay Verlag 2007, Wien. ISBN 3-552-05397-2.
- Die fröhlichen Untergeher von Roana. Unterwegs zu den Assyrern, Zimbern und Karaimen. Paul Zsolnay Verlag, Wien 2009. ISBN 3-552-05454-5.
- Die Donau hinab. Mit Zeichnungen von Christian Thanhäuser. Haymon Verlag, Innsbruck 2009. ISBN 978-3-85218-599-6.
- Im Wald der Metropolen. Paul Zsolnay Verlag, Wien 2010. ISBN 978-3-552-05505-6.
- Ruhm am Nachmittag. Paul Zsolnay Verlag, Wien 2012. ISBN 978-3-552-05567-4.
- Das Erste, was ich sah. Paul Zsolnay Verlag, Wien 2013. ISBN 978-3-552-05638-1.
- Lob der Sprache, Glück des Schreibens,[11] Otto Müller Verlag, Salzburg 2014. ISBN 978-3-7013-1214-6.
- Der Alltag der Welt. Zwei Jahre, und viele mehr. Paul Zsolnay Verlag, Wien 2015. ISBN 978-3-552-05733-3.
- Zwanzig Lewa oder tot. Vier Reisen. Paul Zsolnay Verlag, Wien 2017. ISBN 978-3-552-05823-1.
- Abenteuerliche Reise durch mein Zimmer, Paul Zsolnay Verlag, Wien 2019. ISBN 978-3-552-05923-8.
- Die unaufhörliche Wanderung: Reportagen, Paul Zsolnay Verlag, Wien 2020. ISBN 978-3-552-07202-2.
- Die Jahreszeiten der Ewigkeit: Journal, Paul Zsolnay Verlag, Wien 2022. ISBN 978-3-552-07276-3.
- Schiff aus Stein: Orte und Träume, Paul Zsolnay Verlag, Wien 2024. ISBN 978-3-552-07387-6.
- Schuldhafte Unwissenheit: Essays wider Zeitgeist und Judenhass, Czernin, Wien 2025, ISBN 978-3707608731 (Interview zum Buch).

## Herausgeberschaft
- Ernst Waldinger: Noch vor dem jüngsten Tag. Ausgewählte Gedichte und Essays. Otto Müller Verlag, Salzburg 1990, ISBN 3-7013-0799-7.
- Das Buch der Ränder – Prosa. Lektüren aus einem nahfernen Europa. Anthologie. Wieser Verlag, Klagenfurt 1992, ISBN 3-85129-065-8.
- Theo Waldinger: Zwischen Ottakring und Chicago. Stationen. Otto Müller Verlag, Salzburg 1993, ISBN 3-7013-0852-7.
- Karl-Markus Gauß und Ludwig Hartinger (Hrsg.): Das Buch der Ränder – Lyrik. Anthologie. Wieser Verlag, Klagenfurt 1995, ISBN 3-85129-128-X.
- Karl-Markus Gauß und Till Geist (Hrsg.): Der unruhige Geist. Rudolf Geist – Eine Collage. Otto Müller Verlag, Salzburg 2000, ISBN 3-7013-1011-4.
- Ivo Andrić: Die verschlossene Tür. Erzählungen. Paul Zsolnay Verlag, Wien 2003, ISBN 3-552-05262-3.